# Amphimedon paradisus
Amphimedon paradisus är en svampdjursart som beskrevs av Desqueyroux-Faúndez 1989. Amphimedon paradisus ingår i släktet Amphimedon och familjen Niphatidae. Inga underarter finns listade i Catalogue of Life.